# Raimundo Carvalho Caldas
Raimundo Carvalho Caldas (* 28. Mai 1960 in Tabatinga) ist ein brasilianischer Kaufmann und Kommunalpolitiker.

## Werdegang
Caldas ist Mitglied des Partido Democrático Trabalhista (PDT). Bei den Kommunalwahlen 2012 wurde er zum Präfekten der Gemeinde Tabatinga gewählt. Seine Amtszeit dauerte vom 1. Januar 2013 bis 31. Dezember 2016.